# Bohdan Boetko
Bohdan Jevenovytsj Boetko (Oekraïens: Богдан Євгенович Бутко; Donetsk, 13 januari 1991) is een Oekraïens voetballer die doorgaans speelt als rechtsback. In juli 2025 verliet hij Tsjornomorets Odessa. Boetko maakte in 2011 zijn debuut in het Oekraïens voetbalelftal.

## Clubcarrière
Butko speelde al vroeg in de jeugdopleiding van Sjachtar Donetsk. Daar werd hij ook sinds 2008 opgenomen in de eerste selectie, al kwam hij er niet voor in actie. In het seizoen 2010/11 werd hij verhuurd aan Volyn Loetsk. In de zomer van 2011, na zijn terugkeer in Donetsk, werd besloten hem opnieuw te verhuren. De drie seizoenen erna was de verdediger actief voor Illitsjivets Marioepol. In 2015 werd Boetko voor een derde maal op huurbasis weggezonden; dit keer ging hij voor Amkar Perm voetballen. Na zijn terugkeer bij Sjachtar maakte hij in het seizoen 2016/17 zijn professionele debuut voor de club. Boetko werd in januari 2020 voor een halfjaar verhuurd aan Lech Poznań. Erzurumspor huurde hem een jaar later als vijfde club van Sjachtar. Na deze verhuurperiode vertrok Boekto definitief bij die club. In september 2022 vond hij in Zorja Loehansk een nieuwe werkgever. Tsjornomorets Odessa werd twee seizoenen later zijn nieuwe club.

## Interlandcarrière
Butko debuteerde op 2 september 2011 in het Oekraïens voetbalelftal, toen er in Charkiv met 2–3 werd verloren van Uruguay. De verdediger begon in de basis en speelde de volledige negentig minuten mee. Hij werd tevens opgenomen in de selectie voor het Europees kampioenschap voetbal 2012, waarop hij met Oekraïne in de groepsfase werd uitgeschakeld. Met Oekraïne nam Boetko in juni 2016 deel aan het Europees kampioenschap voetbal 2016 in Frankrijk. Oekraïne werd in de groepsfase uitgeschakeld na nederlagen tegen Duitsland (0–2), Noord-Ierland (0–2) en Polen (0–1).
| Interlands van Bohdan Boetko voor Oekraïne | Interlands van Bohdan Boetko voor Oekraïne | Interlands van Bohdan Boetko voor Oekraïne | Interlands van Bohdan Boetko voor Oekraïne | Interlands van Bohdan Boetko voor Oekraïne | Interlands van Bohdan Boetko voor Oekraïne |
| №                                          | Datum                                      | Wedstrijd                                  | Uitslag                                    | Competitie                                 | Goals                                      |
| Als speler bij Illitsjivets Marioepol      | Als speler bij Illitsjivets Marioepol      | Als speler bij Illitsjivets Marioepol      | Als speler bij Illitsjivets Marioepol      | Als speler bij Illitsjivets Marioepol      | Als speler bij Illitsjivets Marioepol      |
| ------------------------------------------ | ------------------------------------------ | ------------------------------------------ | ------------------------------------------ | ------------------------------------------ | ------------------------------------------ |
| 1                                          | 2 september 2011                           | Oekraïne – Uruguay                         | 2 – 3                                      | Vriendschappelijk                          |                                            |
| 2                                          | 6 september 2011                           | Tsjechië – Oekraïne                        | 4 – 0                                      | Vriendschappelijk                          |                                            |
| 3                                          | 7 oktober 2011                             | Oekraïne – Bulgarije                       | 3 – 0                                      | Vriendschappelijk                          |                                            |
| 4                                          | 11 oktober 2011                            | Estland – Oekraïne                         | 0 – 2                                      | Vriendschappelijk                          |                                            |
| 5                                          | 11 november 2011                           | Oekraïne – Duitsland                       | 3 – 3                                      | Vriendschappelijk                          |                                            |
| 6                                          | 15 november 2011                           | Oekraïne – Oostenrijk                      | 2 – 1                                      | Vriendschappelijk                          |                                            |
| 7                                          | 29 februari 2012                           | Israël – Oekraïne                          | 2 – 3                                      | Vriendschappelijk                          |                                            |
| 8                                          | 28 mei 2012                                | Estland – Oekraïne                         | 0 – 4                                      | Vriendschappelijk                          |                                            |
| 9                                          | 1 juni 2012                                | Oostenrijk – Oekraïne                      | 3 – 2                                      | Vriendschappelijk                          |                                            |
| 10                                         | 5 juni 2012                                | Turkije – Oekraïne                         | 2 – 0                                      | Vriendschappelijk                          |                                            |
| 11                                         | 19 juni 2012                               | Oekraïne – Engeland                        | 0 – 1                                      | EK 2012                                    |                                            |
| 12                                         | 15 augustus 2012                           | Oekraïne – Tsjechië                        | 0 – 0                                      | Vriendschappelijk                          |                                            |
| 13                                         | 12 oktober 2012                            | Moldavië – Oekraïne                        | 0 – 0                                      | WK 2014 kwalificatie                       |                                            |
| 14                                         | 16 oktober 2012                            | Oekraïne – Montenegro                      | 0 – 1                                      | WK 2014 kwalificatie                       |                                            |
| 15                                         | 14 november 2012                           | Bulgarije – Oekraïne                       | 0 – 1                                      | Vriendschappelijk                          |                                            |
| Als speler bij Amkar Perm                  |                                            |                                            |                                            |                                            |                                            |
| 16                                         | 29 mei 2016                                | Roemenië – Oekraïne                        | 3 – 4                                      | Vriendschappelijk                          |                                            |
| 17                                         | 3 juni 2016                                | Albanië – Oekraïne                         | 1 – 3                                      | Vriendschappelijk                          |                                            |
| 18                                         | 21 juni 2016                               | Oekraïne – Polen                           | 0 – 1                                      | EK 2016                                    |                                            |
| Als speler bij Sjachtar Donetsk            |                                            |                                            |                                            |                                            |                                            |
| 19                                         | 5 september 2016                           | Oekraïne – IJsland                         | 1 – 1                                      | WK 2018 kwalificatie                       |                                            |
| 20                                         | 6 oktober 2016                             | Turkije – Oekraïne                         | 2 – 2                                      | WK 2018 kwalificatie                       |                                            |
| 21                                         | 9 oktober 2016                             | Oekraïne – Kosovo                          | 3 – 0                                      | WK 2018 kwalificatie                       |                                            |
| 22                                         | 12 november 2016                           | Oekraïne – Finland                         | 1 – 0                                      | WK 2018 kwalificatie                       |                                            |
| 23                                         | 15 november 2016                           | Oekraïne – Servië                          | 2 – 0                                      | Vriendschappelijk                          |                                            |
| 24                                         | 24 maart 2017                              | Kroatië – Oekraïne                         | 1 – 0                                      | WK 2018 kwalificatie                       |                                            |
| 25                                         | 6 juni 2017                                | Malta – Oekraïne                           | 1 – 0                                      | Vriendschappelijk                          |                                            |
| 26                                         | 11 juni 2017                               | Finland – Oekraïne                         | 1 – 2                                      | WK 2018 kwalificatie                       |                                            |
| 27                                         | 2 september 2017                           | Oekraïne – Turkije                         | 2 – 0                                      | WK 2018 kwalificatie                       |                                            |
| 28                                         | 5 september 2017                           | IJsland – Oekraïne                         | 2 – 0                                      | WK 2018 kwalificatie                       |                                            |
| 29                                         | 10 november 2017                           | Oekraïne – Slowakije                       | 2 – 1                                      | Vriendschappelijk                          |                                            |
| 30                                         | 27 maart 2018                              | Japan – Oekraïne                           | 1 – 2                                      | Vriendschappelijk                          |                                            |
| 31                                         | 3 juni 2018                                | Albanië – Oekraïne                         | 1 – 4                                      | Vriendschappelijk                          |                                            |
| 32                                         | 10 oktober 2018                            | Italië – Oekraïne                          | 1 – 1                                      | Vriendschappelijk                          |                                            |
| 32                                         | 25 maart 2019                              | Luxemburg – Oekraïne                       | 1 – 2                                      | EK 2020 kwalificatie                       |                                            |

Bijgewerkt op 22 juli 2025.